# 新潟運輸区
新潟運輸区（にいがたうんゆく）は、かつてあった東日本旅客鉄道（JR東日本）新潟支社の運転士・車掌が所属する組織である。主に新潟駅を発着する列車に乗務している。2024年9月30日限りで廃止し、現在は新潟統括センター新潟乗務室。

## 歴史
- 1957年10月10日 - 長岡車掌区柏崎支区を設置。
- 1958年9月25日 - 新潟車掌区西吉田支区を設置。
- 1960年3月1日 - 越後・弥彦線管理所発足に伴い、西吉田支区を吉田車掌班、柏崎支区を柏崎車掌班として傘下に置く。
- 1967年12月4日 - 越後・弥彦線管理所廃止に伴い、新潟車掌区吉田支区、新潟車掌区吉田支区柏崎派出所を設置。
- 1981年12月26日 - 新津車掌区廃止に伴い、行路を新潟車掌区に編入。新津車掌区坂町支区は坂町駅乗務員となる。
- 1984年4月7日 - 新潟車掌区吉田支区、柏崎派出所廃止。越後線・弥彦線行路を新潟車掌区に編入。
- 1985年3月4日 - 坂町駅乗務員廃止。米坂線行路を新潟車掌区に編入。
- 1997年9月5日 - 新潟車掌区を解体。在来線車掌行路の一部を新潟運転区に統合し、新潟運輸区発足[1]。
- 2024年10月1日 - 新潟営業統括センター、新津運輸区と統合し、新潟統括センター発足。当区は廃止。